# 龍昌寺 (美濃市)
龍昌寺(りゅうしょうじ)は岐阜県美濃市極楽寺にある釈迦如来を本尊とする臨済宗妙心寺派の寺院で、山号は澤雲山。中濃八十八ヶ所霊場27番札所である。
寛永年間に古田太郎右衛門が開基となり建立されたと伝わるが、それを裏付ける文献は残っていない。後に清泰寺3世の北州祖秀を勧請開山とした。創建時は別の場所にあったと伝わるが、元の場所と移転時期は不明である。本尊のほかに観音堂があるほか、円空作の子安観音像を所蔵する。